# Boulevard Ney
Boulevard Ney je bulvár v 18. obvodu v Paříži. Je součástí tzv. Maršálských bulvárů. Bulvár nese jméno Michela Neye (1769–1815), maršála Francie.
Bulvár začíná na křižovatce s ulicemi Rue d'Aubervilliers a Avenue de la Porte d'Aubervilliers, kde navazuje na Boulevard Macdonald. Končí na Porte de Saint-Ouen u křižovatky s ulicemi Avenue de Saint-Ouen, Avenue de la Porte de Saint Ouen a Rue Vauvenargues, odkud dále pokračuje Boulevard Bessières.

## Historie
V letech 1840–1845 byly postaveny kolem Paříže nové hradby. Dnešní bulvár vznikl na místě bývalé vojenské cesty (Rue Militaire), která vedla po vnitřní straně městských hradeb. Tato silnice byla armádou převedena městu Paříži na základě rozhodnutí z 28. července 1859.
V úseku mezi Porte d'Aubervilliers a Porte de la Chapelle byly zahájeny stavební práce na prodloužení tramvajové linky T3. Linka bude uvedena do provozu v roce 2012.